# Departamento de Economía y Conocimiento de la Generalidad de Cataluña
El Departamento de Economía y Conocimiento (en catalán y oficialmente: Departament d'Economia i Coneixement) es una de las consejerías del Gobierno de la Generalidad de Cataluña. El actual consejero es Pere Aragonès i Garcia, de Esquerra Republicana de Catalunya, desde el 29 de mayo de 2018.
Anteriormente se denominó Departamento de Economía y Finanzas, desde su creación y hasta el 27 de diciembre de 2010, con el inicio de la IX Legislatura.

## Competencias
De acuerdo con el Decreto 200/2010, de 27 de diciembre de 2010, al Departamento de Economía y Conocimiento corresponde el ejercicio de las atribuciones propias de la administración de la Generalidad de Cataluña en los ámbitos siguientes:
- Las entidades de crédito.
- El mercado de valores.
- La deuda pública y la tutela financiera de los entes locales.
- La promoción y la defensa de la competencia.
- El sector asegurador.
- Las finanzas públicas, los presupuestos y la eficacia de los gastos.
- La fiscalización, el control financiero y el rendimiento de las cuentas públicas.
- La gestión de los gastos de personal.
- El patrimonio de la Generalidad.
- La gestión de los tributos.
- El juego y los espectáculos.
- La licitación de las infraestructuras de Cataluña.
- Las universidades.
- La calidad del sistema universitario.
- Las becas que no sean competencia del Departamento de Enseñanza.
- El fomento de la investigación.

## Consejeros
| Legislatura  | Alcalde                            | Partido | Inicio del mandato      | Fin del mandato         |
| ------------ | ---------------------------------- | ------- | ----------------------- | ----------------------- |
| Provisional  | Juan José Folchi Bonafonte         | UCD     | 5 de diciembre de 1977  | 19 de octubre de 1978   |
| Provisional  | Eduard Punset i Casals             | UCD     | 19 de octubre de 1978   | 8 de mayo de 1980       |
| I            | Ramon Trias i Fargas               | CDC     | 8 de mayo de 1980       | 16 de noviembre de 1982 |
| I            | Jordi Planasdemunt i Gubert        | CDC     | 16 de noviembre de 1982 | 8 de junio de 1983      |
| I - II       | Josep Maria Cullell i Nadal        | CDC     | 8 de junio de 1983      | 23 de abril de 1987     |
| II           | Josep Manuel Basañez i Villaluenga | CDC     | 23 de abril de 1987     | 4 de julio de 1988      |
| III          | Ramon Trias i Fargas               | CDC     | 4 de julio de 1988      | 22 de octubre de 1989   |
| III - IV - V | Macià Alavedra i Moner             | CDC     | 22 de octubre de 1989   | 30 de julio de 1997     |
| V - VI       | Artur Mas i Gavarró                | CDC     | 30 de julio de 1997     | 17 de enero de 2001     |
| VI           | Francesc Homs i Ferret             | CDC     | 17 de enero de 2001     | 22 de diciembre de 2003 |
| VII - VIII   | Antoni Castells i Oliveres         | PSC     | 22 de diciembre de 2003 | 29 de diciembre de 2010 |
| IX - X       | Andreu Mas-Colell                  | CDC     | 29 de diciembre de 2010 | 14 de enero de 2016     |

## Estructura orgánica
Estructura orgánica durante la IX Legislatura, con sus correspondientes Secretarías Sectoriales:
- Consejero
  - Secretaria General d'Economia i Coneixement
    - Direcció General de Tributs
    - Direcció General del Patrimoni de la Generalitat de Catalunya
    - Direcció de Serveis
    - Assessoria Jurídica
    - Programa de finançaments estructurats
    - Agència Tributària de Catalunya
    - Entitat Autònoma de Jocs i Apostes (EAJA)
    - Regs de Catalunya, SAU (REGSA)
    - Reg Sistema Segarra - Garrigues, SAU (REGSEGA)
    - Gestió d'Infraestructures, SAU (GISA)

  - Secretaria d'Economia i Finances
    - Direcció General d'Anàlisi i Política Econòmica
    - Direcció General de Promoció Econòmica
    - Direcció General de Política Financera i Assegurances
    - Direcció General de Pressupostos
    - Instituto Catalán de Finanzas (ICF)
    - Institut Català del Crèdit Agrari (ICCA)
    - Instituto de Estadística de Cataluña (Idescat)

  - Secretaria d'Universitats i Recerca
    - Direcció General d'Universitats
    - Secretaria General del Consell Interuniversitari de Catalunya
    - Agència per a la Qualitat del Sistema Universitari de Catalunya (AQU)
    - Agència de Gestió d'Ajuts Universitaris i de Recerca (AGAUR)

  - Intervenció general
  - Autoritat Catalana de la Competència
    - Direcció General de l'Autoritat Catalana de la Competència
    - Tribunal Català de Defensa de la Competència